# Gunghuyana cariniverpa
Gunghuyana cariniverpa är en insektsart som beskrevs av Stiller 2001. Gunghuyana cariniverpa ingår i släktet Gunghuyana och familjen dvärgstritar. Inga underarter finns listade i Catalogue of Life.